# Dauri
Dauri de Amorim, mais conhecido como Dauri (Garopaba, 31 de outubro de 1973) é um ex-futebolista brasileiro, que atuava como meia.
Atualmente se dedica ao futebol amador e mora em sua cidade natal, Garopaba, no litoral sul de Santa Catarina.

## Carreira
Revelado no Criciúma, equipe que defendeu profissional de 1992 até 1994, fazendo 110 jogos e marcando 28 gols, passou por clubes de maior expressão, jogando no Grêmio, onde fez gol contra o Sporting Cristal na Copa Libertadores da América, e deu passe para o gol que garantiu a classificação para a final da Copa do Brasil, e no Botafogo, onde foi campeão brasileiro, atuou também no futebol português, mais precisamente no Marítimo.
Jogou também no Figueirense em 2002, no Juventude onde foi vice-campeão gaúcho, e foi um dos artilheiros do campeonato com 10 gols, no Bahia, no Goiás, entre outros.
Em janeiro de 2003, foi contratado pelo Paraná Clube.
Teve destaque na Copa do Brasil de 2004, em que foi artilheiro da competição com oito gols, jogando pelo 15 de Novembro onde é o maior ídolo e maior artilheiro da história com 45 gols pela equipe do Rio Grande do Sul e também conquistou títulos entre 2004 e 2006.
Em maio de 2004, ainda com a Copa do Brasil em andamento, foi contratado pelo Internacional.
Em maio de 2006, foi contratado pelo Paulista FC.
Em 2007, atuou pelo Marcílio Dias, clube pelo qual sagrou-se campeão da Copa Santa Catarina de 2007 e da Recopa Sul-brasileira de 2007.
Em 2009, jogou pelo Pelotas, onde jogou de meia-atacante, para que a dupla Tiago Duarte e Sandro Sotilli, pudesse brilhar e assim garantiu o acesso a Primeira Divisão Gaúcha, perdendo o jogo que decidia o título para o Porto Alegre no Parque Lami por 2 a 0.

## Títulos
Criciúma
- Campeonato Catarinense: 1993[1][2]
- Copa Santa Catarina: 1993

Botafogo
- Campeonato Brasileiro: 1995
- Campeonato da Capital: 1995
- Taça Cidade Maravilhosa: 1996

Grêmio
- Copa do Brasil: 1997

Figueirense
- Campeonato Catarinense: 2002

15 de Novembro
- Copa Emídio Perondi: 2006
- Campeonato do Interior Gaúcho: 2005

Marcílio Dias
- Copa Santa Catarina: 2007
- Recopa Sul-Brasileira: 2007

## Campanha destaque
Joinville
- Torneio Mercosul de 1995 2° Lugar

15 de Novembro
- Copa do Brasil de 2004: 3º lugar
- Campeonato Gaúcho 2005: 2° Lugar

Juventude
- Campeonato Gaúcho 2001 : 2° Lugar

Pelotas
- Campeonato Gaúcho 2° Divisão 2009 : 2° Lugar

## Artilharia
15 de Novembro
- Copa do Brasil: 2004 (8 gols)[11][12]

## Política
Em 2020, foi candidato a vereador em Garopaba pelo PL (Partido Liberal), obteve 234 votos e não foi eleito.